# Swingin' Ape Studios
Swingin' Ape Studios est un studio de développement de jeux vidéo fondé en juillet 2000 par Steve Ranck, Mike Starich et Scott Goffman. Le studio est spécialisé dans le développement de jeu multi-plateformes, leur premier titre, Metal Arms: Glitch in the System, ayant été publié en 2003 sur GameCube, Xbox et PlayStation 2. En juillet 2004, Blizzard Entertainment commence sa collaboration avec Swingin' Ape Studios pour le développement de StarCraft: Ghost puis rachète la compagnie en mai 2005,.

## Jeux développés
- Metal Arms: Glitch in the System (2003)
- StarCraft: Ghost (annulé)

### Source
- (en) Cet article est partiellement ou en totalité issu de l’article de Wikipédia en anglais intitulé « Swingin' Ape Studios » (voir la liste des auteurs).